# Servigny-lès-Raville
Servigny-lès-Raville é uma comuna francesa na região administrativa de Grande Leste, no departamento de Mosela. Estende-se por uma área de 14,2 km². Em 2010 a comuna tinha 495 habitantes (densidade: 34,9 hab./km²).